# Comte de Cervera

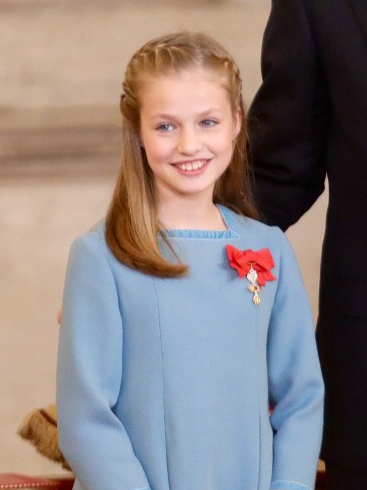
Elionor de Borbó, actual comtessa de Cervera

Comte de Cervera és un títol creat el 27 de gener de 1353 pel rei Pere III el Cerimoniós per al seu fill i hereu, l'infant Joan. Aquest títol, propi dels hereus al tron de la Corona d'Aragó, va anar sempre unit al de duc de Girona (des de 1414 príncep de Girona), les vicissituds del qual va compartir. Tenia annexes les rendes reials de la ciutat de Cervera (Segarra) i de la vegueria de Cervera.
Des del 21 de gener de 1977 els títols de l'hereu de l'antiga Corona d'Aragó han estat de fet ostentats pel llavors príncep Felip de Borbó i l'actual princesa Elionor de Borbó, si bé el reial decret de nomenament només esmenta explícitament el de príncep d'Astúries i afegeix i altres títols vinculats tradicionalment al successor de la Corona d'Espanya. En la mateixa línia, la Constitució espanyola de 1978 (títol II, art. 57.2) indica: El Príncep hereu, des del naixement o des que es produeixi el fet que origini la crida tindrà la dignitat de Príncep d'Astúries i els altres títols vinculats tradicionalment al successor de la Corona d'Espanya. El 1996, en una visita oficial a Cervera, el príncep Felip de Borbó assumí el títol en una cerimònia d'homenatge popular. Des de la supressió de la Corona d'Aragó a principis del segle xviii, és el primer hereu reial que l'ostenta, si bé no en fa cap mena d'ús públic més enllà de les visites a Catalunya en la cerimònia del seu matrimoni. Des del 19 de juny de 2014 la titular és Elionor de Borbó i Ortiz.